# Елені Бакопанос
Елені Бакопанос (грец. Ελένη βακοπανός, англ. Eleni Bakopanos; нар. 1954, Аргос, Греція) — канадська державна та громадська діячка, політик, політолог, лідерка руху за права жінок. Перша жінка-грецька емігрантка, обрана до Парламенту Канади.

## Життєпис
Здобула ступені бакалавра політичних наук та історії з відзнаками у McGill University, де також вивчала право. Одружена, мати двох доньок. Належить до православної церкви.

## Політична діяльність
З 1993 року до 2006 року депутатка Палати громад Парламенту Канади (обиралась в 1993, 1997, 2000, 2001 роках) від Ліберальної партії Канади. В 1997–1999 роках парламентський секретар містра юстиції та генерального прокурора Канади. Була Головою Комітету з питань міграції та громадянства, Віце-Президентом Палати громад.
Брала участь у федеральних парламентських виборах 2008 року та парламентських виборах у Квебеку 2012 року (від Ліберальної партії Квебеку), але двічі програла.
У квітні—липні 1996 року в офісі Голови Комітету з питань міграції та громадянства Палати громад Елені Бакопанос проходив стажування В'ячеслав Толкованов.

## Нагороди
З 1999 року — кавалер (Командор) грецького державного Ордену Фенікса.